# Liga Europa da UEFA de 2020–21 – Rodada de play-off
A Rodada de play-off da Liga Europa da UEFA de 2020–21 será disputada no dia 1 de outubro. Todas as partidas serão disputadas em jogo único e com os portões fechados. Os 21 vencedores desta fase se qualificarão para a fase de grupos da Liga Europa.

## Sorteio
O sorteio da rodada de play-off da Liga Europa de 2020–21 foi realizado no dia 18 de setembro de 2020, às 14:00 (CEST).
Um total de 42 equipes disputarão a rodada de play-off da Liga Europa. As equipes foram divididas em dois grupos:
- Caminho dos Campeões (16 equipes): 2 dos 10 perdedores da segunda pré-eliminatória da Liga dos Campeões da UEFA de 2020–21 (Caminho dos Campeões), 5 perdedores da terceira pré-eliminatória da Liga dos Campeões da UEFA de 2020–21 (Caminho dos Campeões) e 9 vencedores da terceira pré-eliminatória da Liga Europa (Caminho dos Campeões).
- Caminho da Liga (26 equipes): 26 vencedores da terceira pré-eliminatória da Liga Europa (Caminho da Liga).

A divisão das equipes dentro do grupo Caminho dos Campeões foi baseada na rodada em que cada uma foi eliminada da Liga dos Campeões. Já no grupo Caminho da Liga, a divisão de equipes foi feita de acordo com o coeficiente de clube da UEFA de 2020. As equipes do Caminho dos Campeões foram dividas em 3 grupos e sorteadas normalmente. Já no grupo Caminho da Liga, as equipes foram divididas em 4 grupos. Para os grupos de 1 a 3, foram separados dois potes, um contendo bolinhas com os números 1, 2 e 3, e outra com os números 4, 5 e 6. As duplas de números sorteadas dos dois potes indicarão os confrontos de todas as equipes dos grupos. Para o grupo 4, será feita a mesma coisa, mas com um dos potes contendo os números de 1 a 4 e outro os números de 5 a 8. Em ambos os casos, o primeiro número sorteado em cada dupla ou a primeira equipe sorteada no confronto, será o mandante da partida.
Equipes da mesma associação não podem ser sorteadas para se enfrentar.

Caminho dos Campeões
| Grupo 1                              | Grupo 1                                    | Grupo 2                                   | Grupo 2                                                       | Grupo 3         | Grupo 3                         |
| Cabeça de chave                      | Não cabeça de chave                        | Cabeça de chave                           | Não cabeça de chave                                           | Cabeça de chave | Não cabeça de chave             |
| ------------------------------------ | ------------------------------------------ | ----------------------------------------- | ------------------------------------------------------------- | --------------- | ------------------------------- |
| - Young Boys [‡] - Dinamo Zagreb [‡] | - Flora Tallinn - Tirana [†] - KuPS - Cluj | - Dinamo Brest [‡] - Estrela Vermelha [‡] | - Ludogorets Razgrad [†] - Sarajevo - Celtic - Ararat-Armenia | - Qarabağ [‡]   | - Dundalk - KÍ - Légia Varsóvia |

## Resultados - Caminho dos Campeões
| Equipe 1       | Resultado | Equipe 2           |
| -------------- | --------- | ------------------ |
| Young Boys     | 3–0       | Tirana             |
| Dinamo Zagreb  | 3–1       | Flora Tallinn      |
| Cluj           | 3–1       | KuPS               |
| Ararat-Armenia | 1–2       | Estrela Vermelha   |
| Dinamo Brest   | 0–2       | Ludogorets Razgrad |
| Sarajevo       | 0–1       | Celtic             |
| Légia Varsóvia | 0–3       | Qarabağ            |
| Dundalk        | 3–1       | KÍ                 |

## Partidas
| 1 de outubro de 2020 | Young Boys                     | 3 – 0     | Tirana | Stadion Wankdorf, Berna                |
| 20:30                | Fassnacht 42' · Nsame 52', 64' | Relatório |        | Público: 0 Árbitro: RUS Sergei Karasev |

| 1 de outubro de 2020 | Dinamo Zagreb                   | 3 – 1     | Flora Tallinn  | Estádio Maksimir, Zagreb              |
| 19:00                | Gavranović 11' · Ademi 26', 87' | Relatório | Sinyavskiy 65' | Público: 0 Árbitro: TUR Ali Palabıyık |

| 1 de outubro de 2020 | Cluj                          | 3 – 1     | KuPS       | Stadionul Dr. Constantin Rădulescu, Cluj-Napoca |
| 18:30 (19:30 EEST)   | Rondón 5', 56' · Debeljuh 42' | Relatório | Udoh 90+1' | Público: 0 Árbitro: CRO Ivan Bebek              |

| 1 de outubro de 2020 | Ararat-Armenia   | 1 – 2     | Estrela Vermelha           | Estádio Republicano Vazgen Sargsyan, Ierevan |
| 16:00 (18:00 AMT)    | Mailson Lima 72' | Relatório | Katai 45' · Falcinelli 60' | Público: 0 Árbitro: GRE Tasos Sidiropoulos   |

| 1 de outubro de 2020 | Dinamo Brest | 0 – 2     | Ludogorets Razgrad          | Estádio Dínamo de Minsk, Minsk        |
| 20:00 (21:00 FET)    |              | Relatório | Manu 73' · Marín Escavy 79' | Público: 0 Árbitro: SVN Slavko Vinčić |

| 1 de outubro de 2020 | Sarajevo | 0 – 1     | Celtic      | Estádio Bilino Polje, Zenica           |
| 20:00                |          | Relatório | Édouard 70' | Público: 0 Árbitro: FRA Benoît Bastien |

| 1 de outubro de 2020 | Légia Varsóvia | 0 – 3     | Qarabağ                               | Polish Army Stadium, Varsóvia          |
| 20:00                |                | Relatório | Andrade 52' · Zoubir 62' · Ozobić 70' | Público: 0 Árbitro: GER Tobias Stieler |

| 1 de outubro de 2020 | Dundalk                             | 3 – 1     | KÍ             | Aviva Stadium, Dublin                    |
| 20:30 (19:30 IST)    | Murray 33' · Cleary 48' · Kelly 79' | Relatório | Midtskogen 66' | Público: 0 Árbitro: ITA Maurizio Mariani |

## Resultados - Caminho da Liga
| Equipe 1           | Resultado   | Equipe 2       |
| ------------------ | ----------- | -------------- |
| Hapoel Be'er Sheva | 1–0         | Viktoria Plzeň |
| Basel              | 1–3         | CSKA Sófia     |
| Rio Ave            | 2–2 (8–9 p) | Milan          |
| Rosenborg          | 0–2         | PSV            |
| Sporting           | 1–4         | LASK           |
| Copenhague         | 0–1         | Rijeka         |
| AEK Atenas         | 2–1         | Wolfsburg      |
| Charleroi          | 1–2         | Lech Poznań    |
| Malmö              | 1–3         | Granada        |
| Tottenham          | 7–2         | Maccabi Haifa  |
| Slovan Liberec     | 1–0         | APOEL          |
| Standard de Liège  | 3–1         | Fehérvár       |
| Rangers            | 2–1         | Galatasaray    |

## Partidas
| 1 de outubro de 2020 | Hapoel Be'er Sheva | 1 – 0     | Viktoria Plzeň | HaMoshava Stadium, Petah Tikva          |
| 19:30 (20:30 IDT)    | Josué 4' (pen)     | Relatório |                | Público: 0 Árbitro: SRB Srđan Jovanović |

| 1 de outubro de 2020 | Basel            | 1 – 3     | CSKA Sófia                                    | St. Jakob-Park, Basel                 |
| 20:30                | Arthur 54' (pen) | Relatório | Tiago Rodrigues 72' 88' · Ahmed Ahmedov 90+6' | Público: 0 Árbitro: SVK Ivan Kružliak |

| 1 de outubro de 2020 | Rio Ave                             | 2 – 2 (pro) | Milan                                      | Estádio dos Arcos, Vila do Conde          |
| 21:00 (20:00 WEST)   | Francisco Geraldes 72' · Gelson 91' | Relatório   | Saelemaekers 51' · Çalhanoğlu 120+2' (pen) | Público: 0 Árbitro: ESP Jesús Gil Manzano |

| |       | Penalidades                                                                                                 |  |
| Francisco Geraldes Santos Jambor Piazón Filipe Augusto Gelson Gabrielzinho Nélson Monte Ivo Pinto Kieszek Francisco Geraldes Santos | 8 – 9 | Bennacer Kjær Hernández Brahim Díaz Çalhanoğlu Calabria Tonali Colombo Rafael Leão Donnarumma Bennacer Kjær |  |

| 1 de outubro de 2020 | Rosenborg | 0 – 2     | PSV                    | Lerkendal Stadion, Trondheim         |
| 19:00                |           | Relatório | Zahavi 22' · Gakpo 61' | Público: 0 Árbitro: ITA Davide Massa |

| 1 de outubro de 2020 | Sporting        | 1 – 4     | LASK                                               | Estádio José Alvalade, Lisboa            |
| 21:00 (20:00 WEST)   | Tiago Tomás 42' | Relatório | Trauner 14' · Raguž 58' · Michorl 65' · Gruber 69' | Público: 0 Árbitro: BLR Aleksei Kulbakov |

| 1 de outubro de 2020 | Copenhague | 0 – 1     | Rijeka             | Estádio Parken, Copenhague             |
| 20:00                |            | Relatório | Ankersen 20' (g.c) | Público: 0 Árbitro: ENG Chris Kavanagh |

| 1 de outubro de 2020 | AEK Atenas                          | 2 – 1     | Wolfsburg     | Estádio Olímpico de Atenas, Atenas |
| 20:45 (21:45 EEST)   | André Simões 64' · Ansarifard 90+4' | Relatório | Mehmedi 45+1' | Público: 0 Árbitro: POR Artur Dias |

| 1 de outubro de 2020 | Charleroi | 1 – 2     | Lech Poznań               | Stade du Pays de Charleroi, Charleroi |
| 19:00                | Fall 56'  | Relatório | Ramírez 34' · Puchacz 41' | Público: 0 Árbitro: GER Felix Zwayer  |

| 1 de outubro de 2020 | Malmö      | 1 – 3     | Granada                                        | Eleda Stadion, Malmö                  |
| 19:00                | Berget 45' | Relatório | Machís 30' · Antonio Puertas 58' · Herrera 85' | Público: 0 Árbitro: ROU István Kovács |

| 1 de outubro de 2020 | Tottenham                                                                  | 7 – 2     | Maccabi Haifa                    | Tottenham Hotspur Stadium, Londres   |
| 21:00 (20:00 BST)    | Kane 2', 56' (pen), 74' · Lucas 21' · Lo Celso 37', 40' · Alli 90+1' (pen) | Relatório | Chery 17' · Rukavytsya 52' (pen) | Público: 0 Árbitro: FRA Ruddy Buquet |

| 1 de outubro de 2020 | Slovan Liberec   | 1 – 0     | APOEL | Stadion u Nisy, Liberec                |
| 19:00                | Mara 90+5' (pen) | Relatório |       | Público: 0 Árbitro: SWE Andreas Ekberg |

| 1 de outubro de 2020 | Standard de Liège                         | 3 – 1     | Fehérvár    | Stade Maurice Dufrasne, Liège          |
| 20:00                | Gavory 51' · Amallah 77' (pen), 85' (pen) | Relatório | Nikolić 10' | Público: 0 Árbitro: SCO William Collum |

| 1 de outubro de 2020 | Rangers                     | 2 – 1     | Galatasaray | Ibrox Stadium, Glasgow                   |
| 20:45 (19:45 BST)    | Arfield 52' · Tavernier 59' | Relatório | Marcão 87'  | Público: 0 Árbitro: LVA Andris Treimanis |